# 聖ヨハネ司教座堂 (嘉義市)
聖ヨハネ司教座堂（せいヨハネしきょうざどう）は台湾 嘉義市東区民権路62号にあるキリスト教 カトリック嘉義教区の司教座聖堂（カテドラル）である。

## 沿革

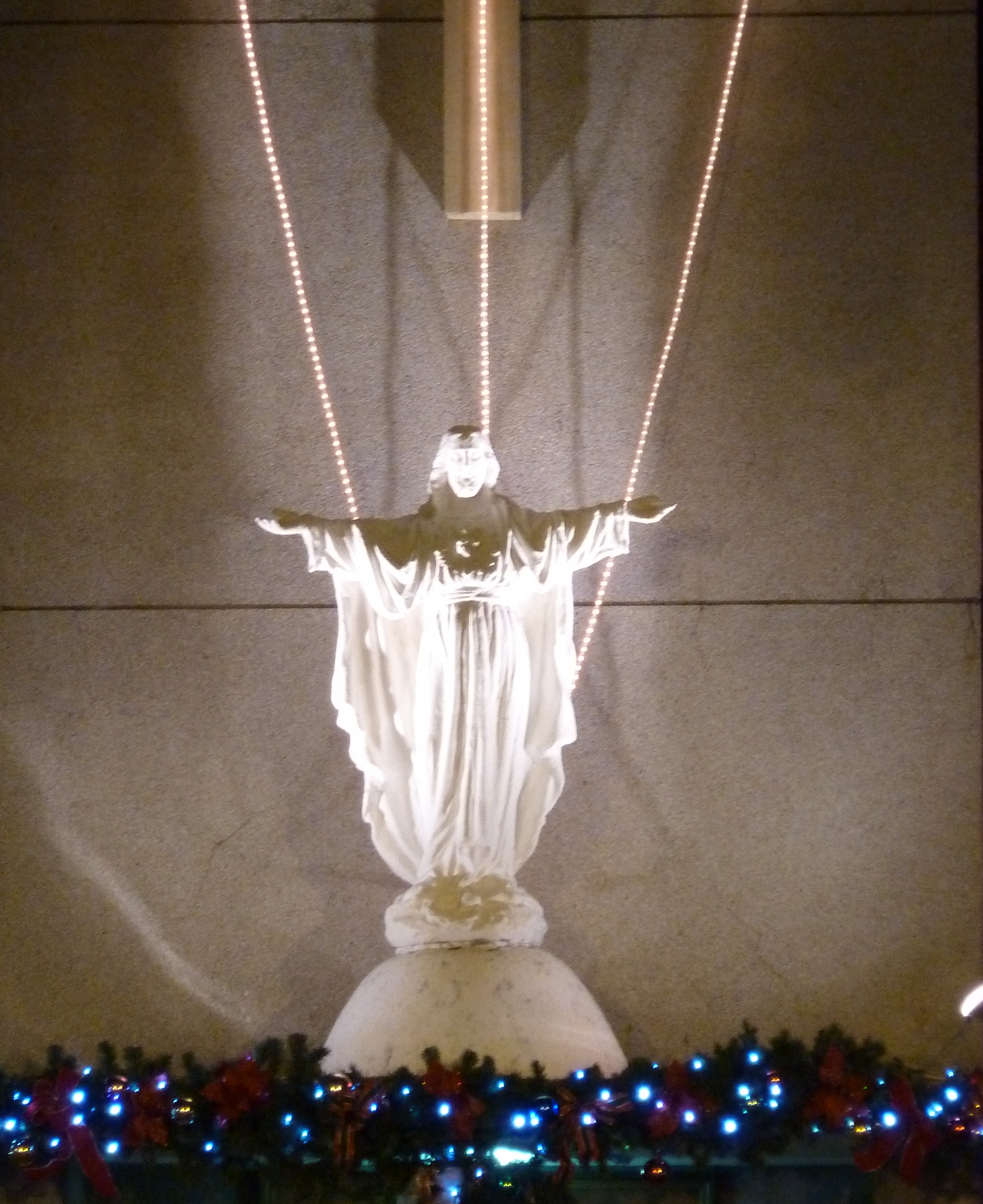
右側入口上方の救世主キリスト像

- 1952年 - 8月17日、嘉義使徒座知牧区が高雄教区より分離、新設。
- 1957年 - 田耕莘枢機卿が牛会卿（中国語版）知牧に教会建設用地資金として5,000米ドルを提供。北平教区の張国珽神父に建設工事責任者を委託。張国珽、劉鴻蔭の両師はスイスより聖堂建設基金50,000米ドルを調達。
- 1958年 – 年初着工、同年11月23日に落成式典を挙行。田枢機卿が「聖ヨハネ堂」と命名、中国主教団団長の台北教区 郭若石大司教が祝別ミサを司式した。
- 1962年 - 嘉義知牧区が嘉義教区に昇格。同年7月19日、バチカン公使が本聖堂で祝賀ミサを挙行。

1964年の嘉南大地震、幾たびもの台風による浸水、および1997年5月のボヤなど罹災し、聖堂は修繕を重ねて現在に至る。

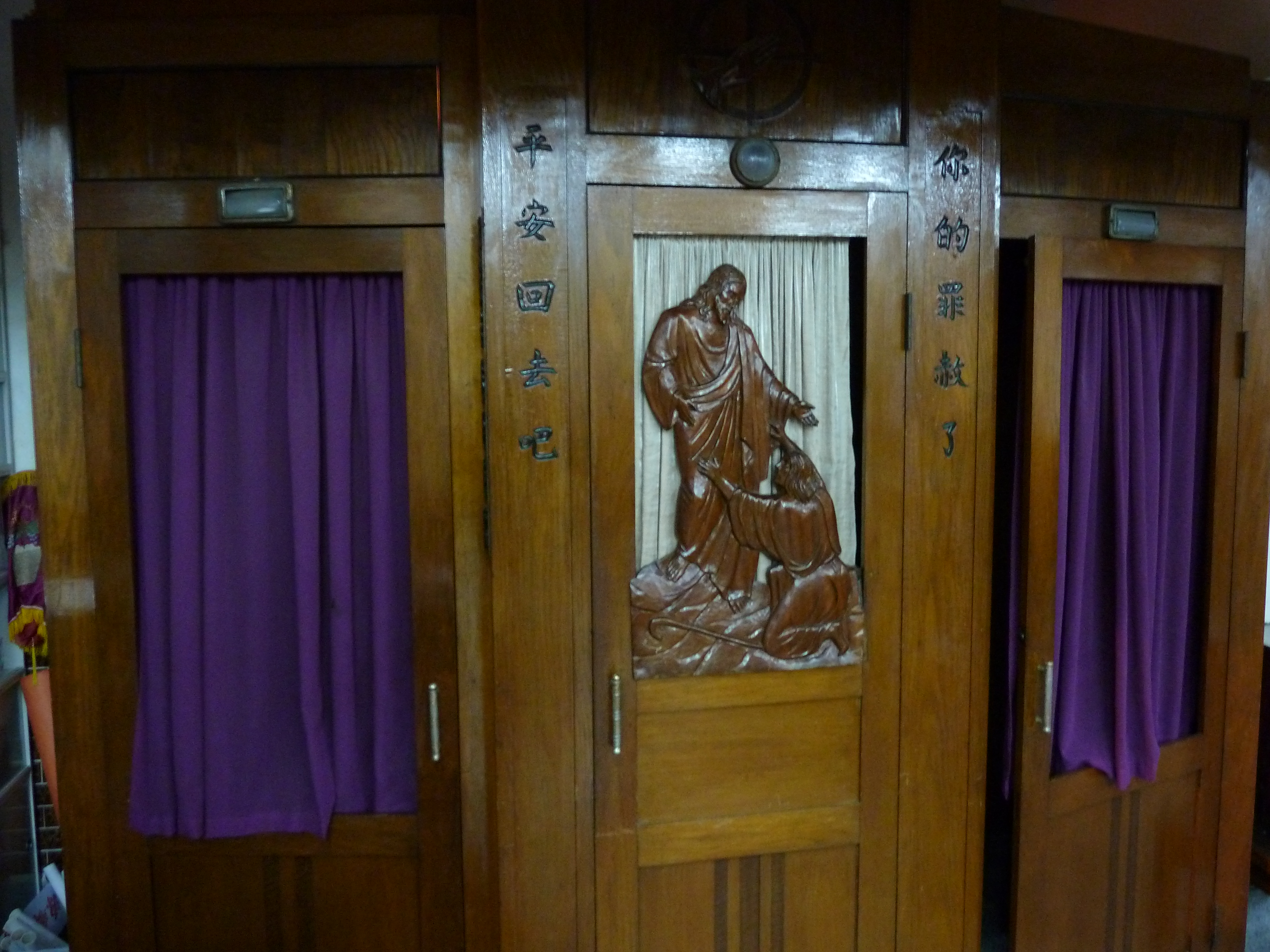
聖堂内に設けられた告解室
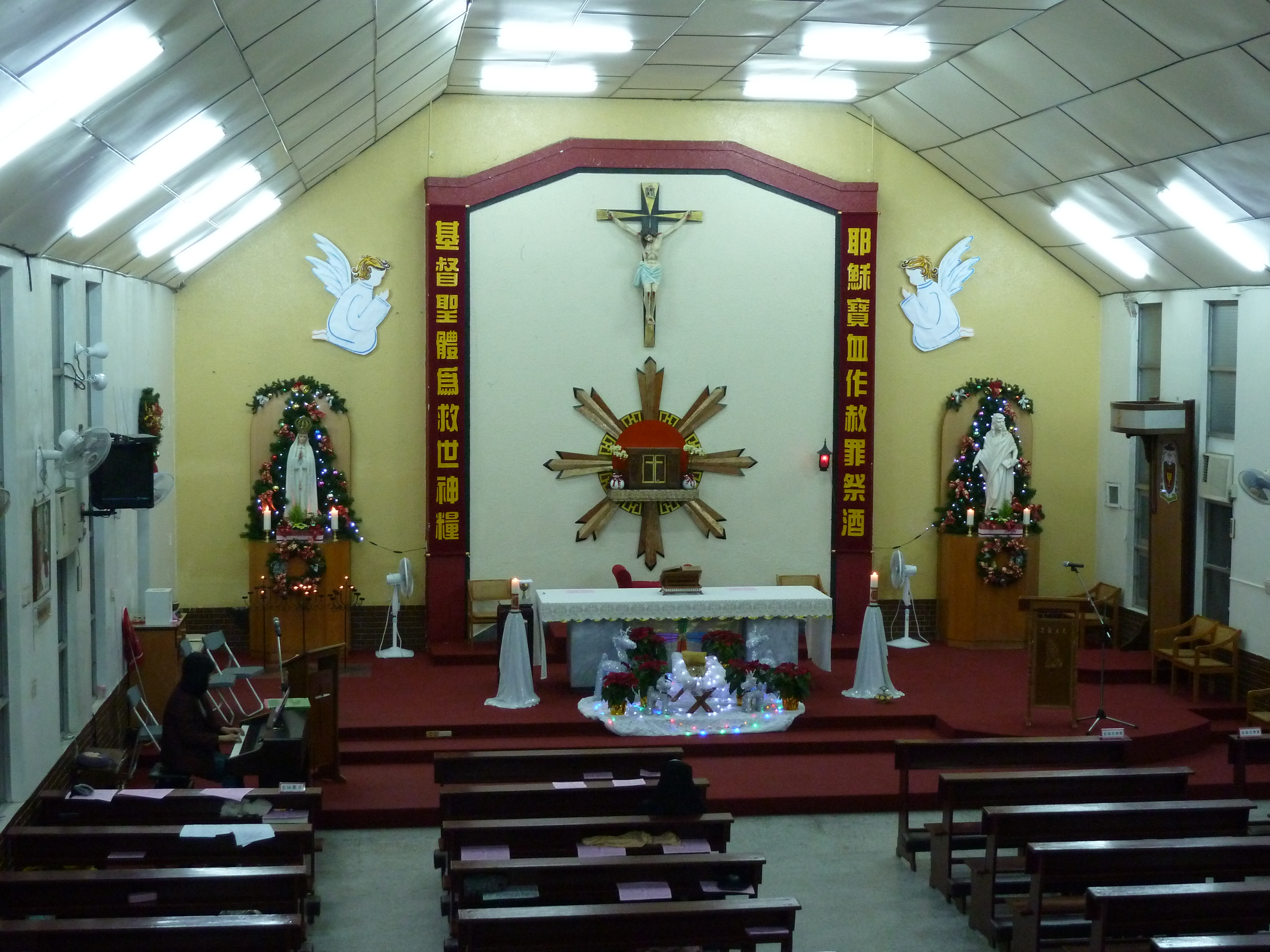
聖堂内部

## 参考資料
- “聖若望主教座堂” (中国語).   天主教嘉義教區. 2013年12月19日閲覧。

座標: 北緯23度29分03秒 東経120度27分40秒 / 北緯23.4842度 東経120.4611度